# Wladyslaw Dolohodin
Wladyslaw Dolohodin (ukrainisch Владислав Дологодін, engl. Transkription Vladyslav Dolohodin, auch russisch Владислав Дологодин – Wladislaw Dologodin – Vladislav Dologodin; * 23. Februar 1972 in Juschno-Sachalinsk, Sowjetunion) ist ein ehemaliger ukrainischer Sprinter.

## Leben
1994 gewann er Silber über 200 m bei den Leichtathletik-Halleneuropameisterschaften in Paris. Im selben Jahr holte er jeweils die Silbermedaille über 200 m und mit der ukrainischen Mannschaft in der 4-mal-100-Meter-Staffel bei den Leichtathletik-Europameisterschaften in Helsinki.
Bei den Leichtathletik-Weltmeisterschaften 1995 in Göteborg erreichte er im Vorlauf über 200 m nicht das Ziel. 1996 erreichte er bei den Olympischen Spielen in Atlanta über 200 m das Viertelfinale und kam in der 4-mal-100-Meter-Staffel auf den vierten Platz.
Jeweils zweimal wurde er ukrainischer Meister über 100 m (1994, 1997) und 200 m (1995, 1997).

## Persönliche Bestzeiten
- 100 m: 10,18 s, 26. Mai 1994, Kiew
- 200 m: 20,33 s, 25. Juni 1996, Helsinki
  - Halle: 20,76 s, 13. März 1994, Paris